# Albert Debrotonne
Albert Marie Debrotonne est un homme politique français né le 19 juillet 1797 à Tavaux-et-Pontséricourt (Aisne) et mort le 19 septembre 1858 à Marle (Aisne).

## Biographie
Propriétaire agriculteur de 1815 à 1845, il est conseiller général de l'Aisne en 1842 et député de l'Aisne de 1846 à 1858, siégeant dans l'opposition sous la Monarchie de Juillet, à droite sous la Deuxième République et dans la majorité soutenant le Second Empire, avec quelques tendances libérales et indépendantes.

## Sources
- « Albert Debrotonne », dans Adolphe Robert et Gaston Cougny, Dictionnaire des parlementaires français, Edgar Bourloton, 1889-1891 [détail de l’édition]